# Słownik polsko@polski
Słownik polsko@polski – polski program telewizyjny emitowany na antenie TVP Polonia od 11 stycznia 2009, poświęcony zagwozdkom językowym. Autorzy programu: Dariusz Dyner, Witold Świętnicki. 
Program początkowo był emitowany w niedziele ok. 10.30, a następnie (od 11 września 2011) o godzinie 16.05. Od 7 stycznia 2012 do 13 marca 2021 roku premierowe wydania ukazywały się w soboty o 17.00. 22 marca 2021 roku pora emisji uległa zmianie – program zaczął ukazywać się w poniedziałki o 17.20.  Zdecydowana większość odcinków dostępna jest w serwisie TVP VOD. Za produkcję wykonawczą programu odpowiada wrocławski oddział Telewizji Polskiej.

## Charakterystyka programu
W każdym odcinku prof. Jan Miodek odpowiada na pytania nadsyłane przez widzów e-mailem, za pomocą komunikatora Skype lub za pośrednictwem oficjalnej strony programu na Facebooku. Pytania dotyczą zazwyczaj etymologii wyrazów, ich znaczeń lub zawierają prośbę o ocenę normatywną różnych form językowych. Prezentowane są również sondy uliczne, w których przechodnie pytani są o znaczenia słów przestarzałych albo nowo powstałych. Pod koniec wydania prezentowany jest tzw. „kwiatek językowy” – zwykle zdjęcie przedstawiające formę uznawaną za błędną, użytą np. przez obsługę sklepu, administrację, dziennikarzy, a jednemu z uczestników odcinka przyznawana jest nagroda w postaci książki „Słownik polsko@polski z Miodkiem” (powstały 3 wydania: w 2010, 2013 i 2016 roku) lub nowszej (Polszczyzna 200 felietonów o języku).

## Prowadzący
Od samego początku rolę eksperta pełni profesor Jan Miodek. Pierwszą prowadzącą (do odcinka 188) była Agata Dzikowska. Następnie rolę tę przejęła Magdalena Bober. Od 6 września 2014 program współprowadzi dr Justyna Janus-Konarska.

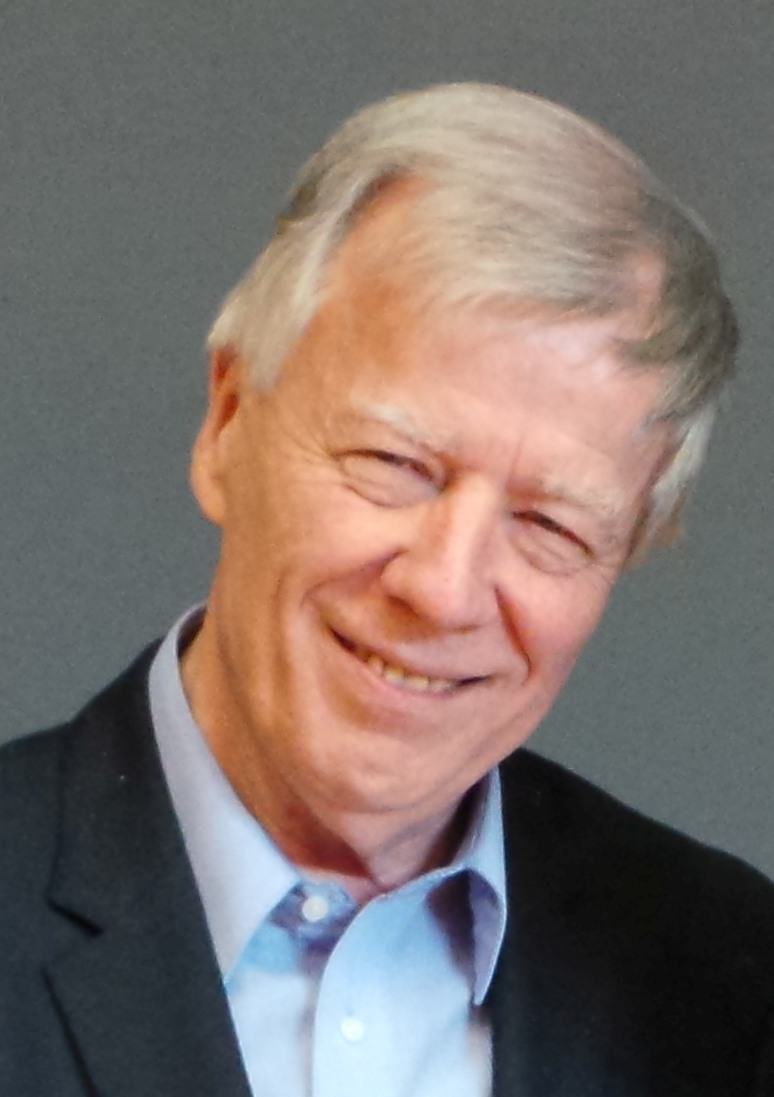
Jan Miodek
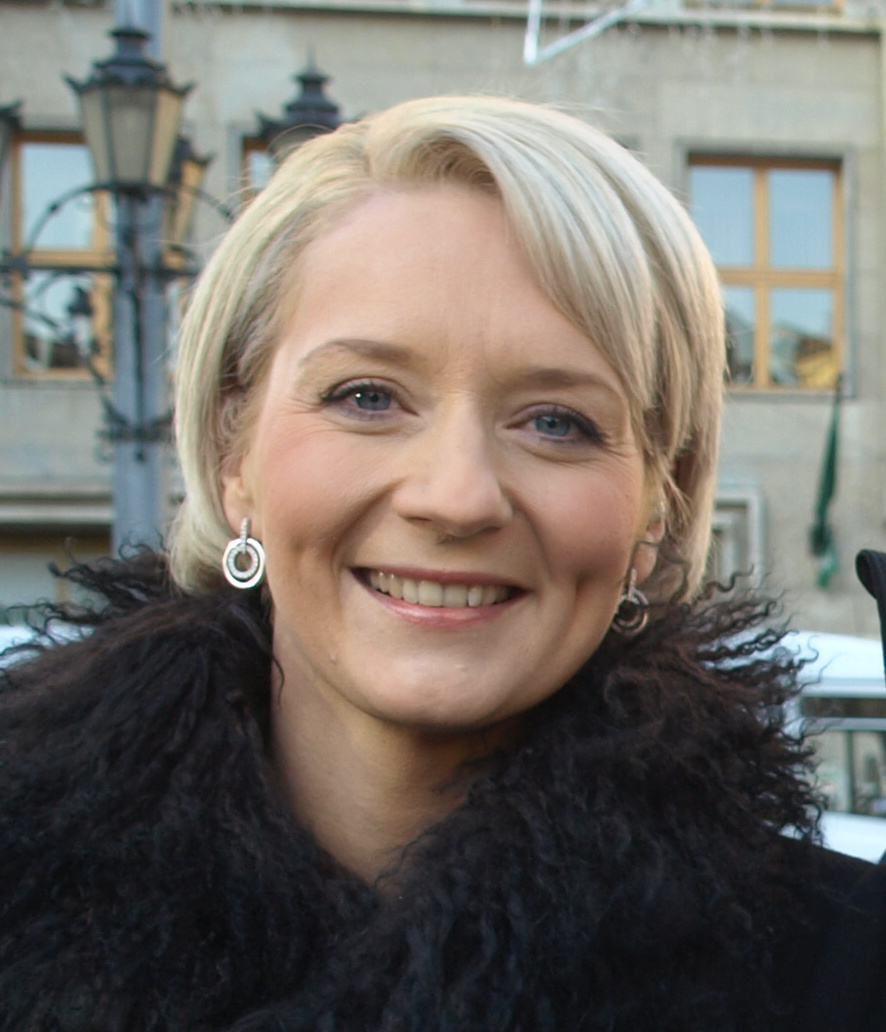
Agata Dzikowska, pierwsza prowadząca

## Studio
Pierwsze studio nastawione było na wirtualność – za plecami prowadzącej (która stała za pulpitem w kształcie „małpy” – @) widniało białe tło z rozrzuconymi czarnymi literami; zaś prof. Miodek odpowiadał na pytania z pomieszczenia Uniwersytetu Wrocławskiego.
Wraz z pierwszą zmianą prowadzącej, całość talk-show zaczęto nagrywać we wnętrzach biblioteki Instytutu Geografii i Rozwoju Regionalnego Uniwersytetu Wrocławskiego. Początkowo naprzeciw siedzącego za biurkiem profesora ustawione były dwa krótkie rzędy krzeseł dla widowni. W okolicach 300. odcinka zaczęto zapraszać na nagranie tylko kilku gości; wszyscy zasiadali przy jednym dużym stole w centrum. W początkowym okresie pandemii koronawirusa nagrania czasowo wstrzymano. Wkrótce nowe odcinki powróciły na antenę, lecz w studio znajdowali się wyłącznie prowadząca i profesor Jan Miodek; niedługo potem również Miodek zaczął łączyć się ze studiem za pomocą komunikatora internetowego. Wkrótce profesor Miodek powrócił do nagrań w studiu.

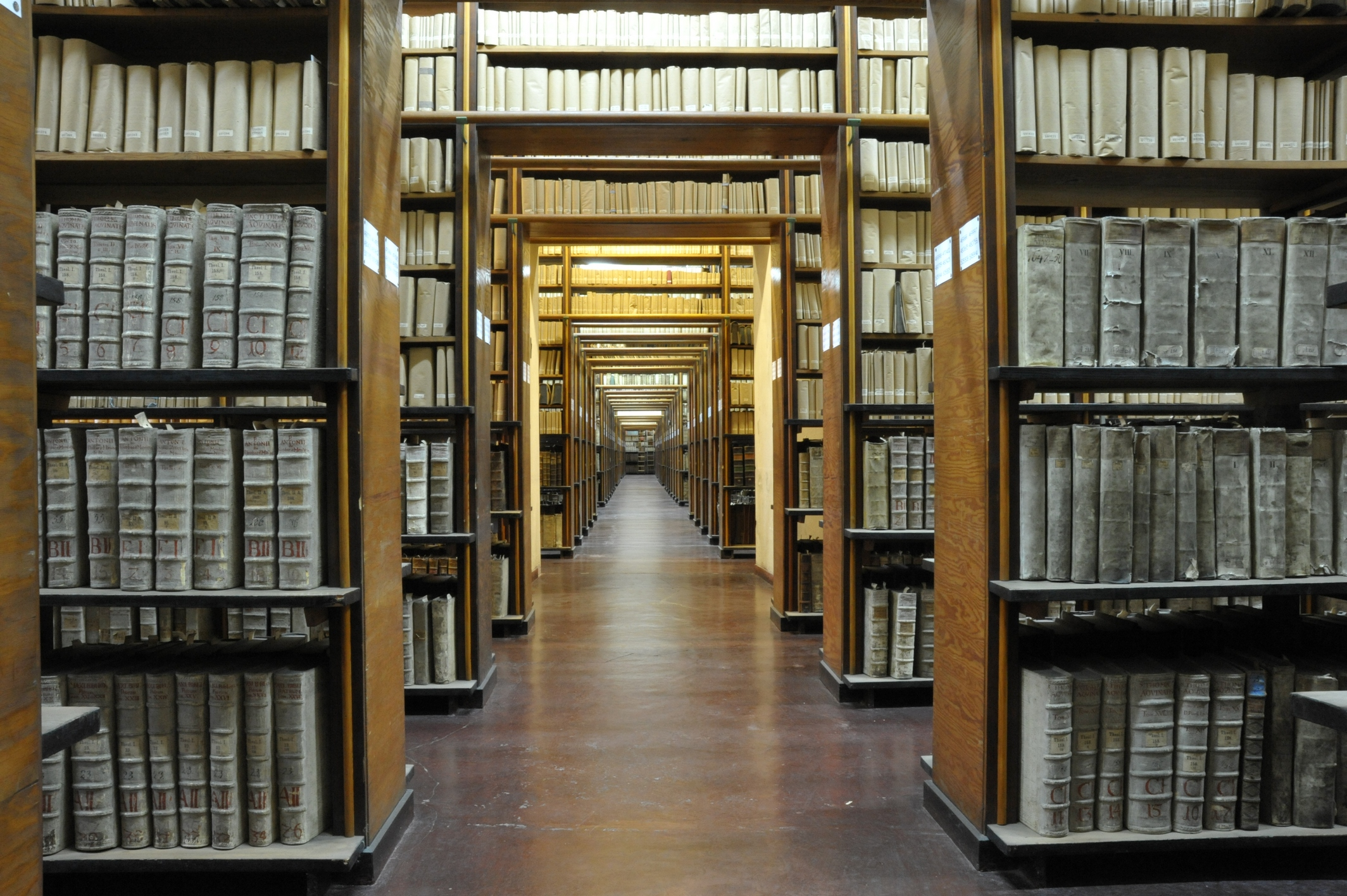
Wnętrze Biblioteki Uniwersyteckiej we Wrocławiu.